# Lac Tchany
Le lac Tchany est un lac isolé de Sibérie, peu connu hors de la Russie. Avec ses 2 000 kilomètres carrés, il est pourtant l'un des plus vastes du pays et du continent.
C'est un lac d'eau douce, d’origine glaciaire qui n’est alimenté par aucun grand fleuve ni torrent. Il est habituellement peu profond, mais son niveau peut fortement fluctuer selon les saisons et les années. Il semble pourtant qu’autrefois, le lac connaissait un cycle et que tous les 30 à 35 ans son niveau d'eau montait suffisamment pour qu’il s’écoulât sur une vaste zone vers l’ouest, remplissant de nombreux petits lacs salés.  Le niveau est parfois monté assez haut pour que le lac alimente la rivière Irtych. Quand son niveau est bas, il donne l'impression de plusieurs lacs différents.

## Situation
Coordonnées géographiques : 54° 50′ N, 77° 40′ E
Le lac est situé au centre de la steppe de Baraba en Sibérie occidentale dans l'oblast de Novossibirsk, en Russie.

## Tributaire
Son tributaire principal est le Tchoulym (tributaire du lac Tchany) qui reçoit lui-même les eaux du Kargat.

## Écologie
Des écosystèmes variés entourent le lac, dont de nombreuses zones humides, des marais saumâtres, et différents types de forêt dont à bouleaux et à tremble.
Les grandes variations de niveau typiques de ce lac font de la limite Eau-terre un écotone particulièrement mouvant dans l'espace et dans le temps, propice à l'entretien d'une flore pionnière ou des milieux périodiquement exondés. Elles sont mesurées par le satellite TOPEX/Poseidon.
Les botanistes y ont relevé des habitats exceptionnels, qui abritent plus de 10 plantes rares figurant sur la liste rouge russe.

## Écoépidémiologie
Le virus H5N1 de la grippe aviaire y a été détecté mi-juillet 2005. C'est un des sites qui mériterait un suivi fin en raison du fait qu'il est un carrefour migratoire pour les oiseaux.

## Les oiseaux

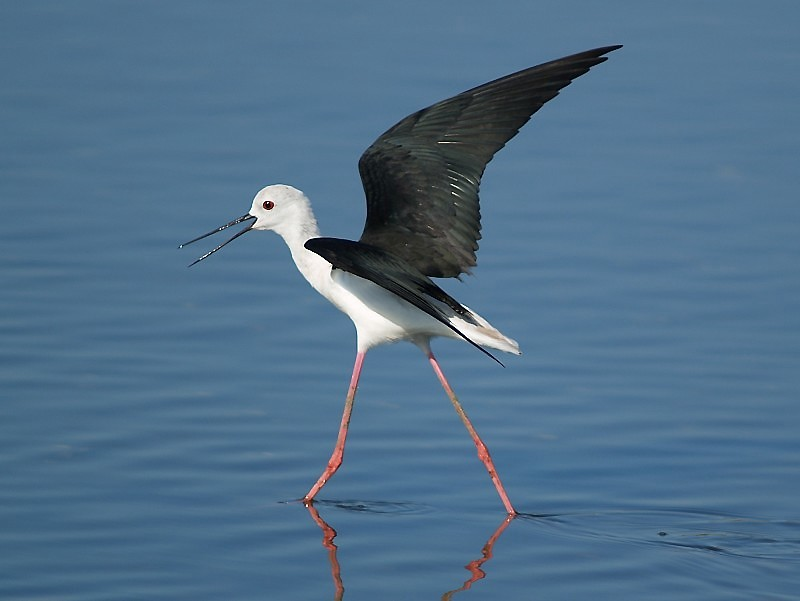
Himantopus himantopus ou échasse blanche

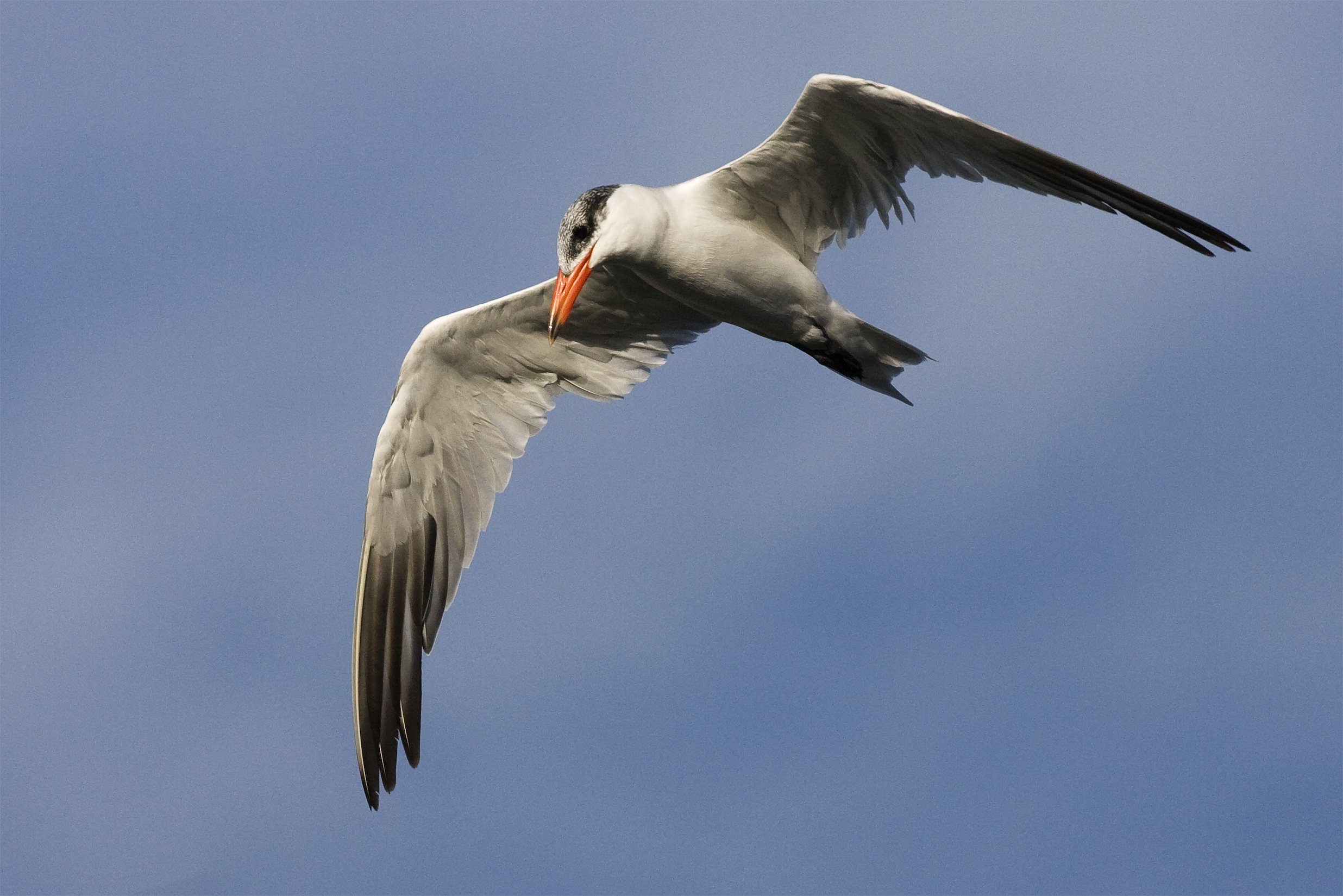
Sterna caspia ou sterne caspienne

Le lac Tchany et la constellation de zones humides et petits lacs qui l’entourent sont un habitat essentiel pour le repos, le nourrissage ou la migration des oiseaux du paléarctique. C'est une zone nodale de première importance pour les oiseaux migrateurs en Sibérie et pour tout le paléarctique nord-est-européen jusqu'au sous-continent indien. 220 espèces d’oiseaux, soit 80 % de toutes les espèces susceptibles de fréquenter la Sibérie du sud et de l’ouest y sont observés. 250 000 canards et foulques peuvent se côtoyer sur le lac en été pour ensuite rejoindre des secteurs d'hivernage situés en Europe, en Afrique, au Proche-Orient ou encore dans le sous-continent indien. C'est ce qui justifie qu'une grande partie du site soit classée zones humides d'importance internationale au titre de la convention de Ramsar.
Depuis 25 ans, 8 espèces de la liste rouge russe ont été signalés en reproduction sur le lac ou aux environs ; 
Oxyura leucocephala ou érismature à tête blanche ;
Himantopus himantopus ou échasse blanche (15 à 20 individus, mais pas tous les ans) ;
Recurvirostra avosetta ou avocette élégante (10 à 50 couples) ;
Glareola nordmanni ou glaréole à ailes noires (15 à 20 individus) ;
Larus ichthyaetus ou goéland ichthyaète (110 couples) ;
Sterna caspia ou sterne caspienne (200 à 300 couples).
Limnodromus semipalmatus ou bécassin d'Asie, qui est fréquent le long des rives et des îles du lac Tchany.
Lors de leur migration, il est fréquenté par au moins sept espèces de la liste rouge russe, 
Pelecanus crispus ou pélican frisé,
Anser erythropus ou oie naine,
Pandion haliaetus  ou balbuzard pêcheur,
Aquila chrysaetos ou aigle royal,
Falco cherrug ou faucon sacre,
Falco peregrinus ou faucon pèlerin,
Numenius tenuirostris ou courlis à bec grêle.